# Véronique Mangová
Véronique Mangová (* 15. prosince 1984, Douala) je francouzská atletka, sprinterka, která do roku 2002 reprezentovala Kamerun.

## Kariéra
První mezinárodní úspěchy si připsala v roce 2003 na juniorském mistrovství Evropy ve finském Tampere, kde vybojovala v čase 11,56 s stříbrnou medaili v běhu na 100 metrů. O 13 setin byla rychlejší jen Bulharka Ivet Lalovová. Zlatou medaili poté vybojovala ve štafetě na 4×100 metrů.
O rok později reprezentovala na letních olympijských hrách v Athénách, kde získala společně s Muriel Hurtisovou, Sylviane Félixovou a Christine Arronovou bronzovou medaili ve štafetě na 4×100 metrů. V závodě na 100 metrů obsadila ve druhém čtvrtfinálovém běhu 6. místo a do semifinále nepostoupila.
V roce 2005 získala na Středomořských hrách ve španělské Almeríi zlatou medaili na stometrové trati a zlato vybojovala také na Frankofonních hrách v Niamey. Na Mistrovství Evropy v atletice 2006 ve švédském Göteborgu skončila ve druhém semifinálovém běhu na sedmém místě a do osmičlenného finále se neprobojovala.
V roce 2010 se nedostala do finále běhu na 60 metrů na halovém MS v katarském Dauhá. V témže roce vybojovala dvě stříbrné medaile na evropském šampionátu v Barceloně. Ve finále běhu na 100 metrů si vytvořila výkonem 11,11 s nový osobní rekord a o jednu setinu sekundy byla pomalejší než vítězka Verena Sailerová z Německa. Druhé stříbro vybojovala ve štafetě na 4×100 metrů.